# Montage
Montage je česká hudební skupina, která vznikla v roce 2007 v Praze. Založil ji Thom Herian, vystupující rovněž pod uměleckým jménem Drama Jacqua spolu se zpěvačkou Klárou Vytiskovou, dnes známou především z retropopové kapely Toxique (Objev roku 2008). Hudba projektu Montage kombinuje základy a techniky drum'n'bassu, popovou melodičnost a elektronické samply, které protkává Vytisková svým výrazným hlasem.
Thom Herian, bubeník, producent a elektronický experimentátor, není nezkušeným muzikantem. Už od konce 90. let se zabývá zvukem, hudební produkcí a elektronickými samply. S jeho jménem jsou spojeny i další projekty, kde působí jako bubeník a skladatel, například trio Sato-San To (s Oskarem Törökem a Jaromírem Honzákem), S.O.I.L., Segundo, Al-Yaman, Why Not Patterns atp.

## Historie
Projekt Montage původně vznikl jako jeden z mnoha experimentálních projektů Thoma Heriana, ve kterém chtěl uplatnit své invence propojení elektroniky, junglových struktur a popové melodičnosti. V současnosti jde o poměrně netypické uskupení, které si zaslouží zvýšenou pozornost. S Klárou Vytiskovou, která je dnes známou tváří – uvádí pořad Medúza, je frontmankou kapely Toxique -, se Herian potkal zcela náhodně a její barva hlasu rozhodla o realizaci tohoto jedinečného projektu. Vytisková, která v té době dokončovala Ježkovu konzervatoř, tak získávala jedny z prvních zkušeností. Společně s Herianem skládali písně, kombinovali d'n'b a electropop a teprve po třech letech spolupráce se rozhodli vydat debutou desku King Or Queen.
Své premiérové živé vystoupení předvedli v červnu roku 2009 v Paláci Akropolis, kde předskakovali britské soulové kapele Belleruche a začátkem března 2010 odstartovali své první turné.
Montage si díky dlouhému a velmi autonomnímu hudebnímu vývoji i projevu obou protagonistů zachovává nedotknutelnou suverenitu. Klára disponuje velmi unikátním témbrem hlasu, který je v našich končinách celkem oprávněně vyzdvihován a vyhledáván, a Thom zase exceluje svérázným přístupem ke zvuku a práci s kompozicí. Skladby „The Cinnamon“ nebo „Alphabet“ jsou často vysílány v Radiu 1 a Expresradiu.
V současnosti mají svůj první videoklip k písni „King or Queen“.
Hudební filozofie projektu Montage je postavena na avantgardnosti, ležérnosti a vokálu Kláry Vytiskové.

## Diskografie
- King or Queen (2010)